# Kloppwiesen
Koordinaten: 49° 58′ 39″ N, 7° 38′ 1″ O
Das Naturschutzgebiet Kloppwiesen liegt auf dem Gebiet des Rhein-Hunsrück-Kreises in Rheinland-Pfalz. Das 33,04 ha große Gebiet, das mit Verordnung vom 16. April 1985 unter Naturschutz gestellt wurde, erstreckt sich östlich der Ortsgemeinde Argenthal und südlich der Ortsgemeinde Ellern zwischen der nördlich verlaufenden B 50 und der östlich verlaufenden Landesstraße L 239.